# Classe Soho
La classe Soho (coréen :서호급 호위함), est une classe de Frégate construite en Corée du Nord pour la marine populaire de Corée. Le navire de guerre a utilisé une conception à double coque, ce qui est inhabituel pour la Corée du Nord. Comme il n'y a qu'un seul navire dans la classe, il est probable que le navire était purement expérimental.
En 2014, il a été signalé que le navire avait été retiré et mis au rebut en 2009. La nouvelle frégate porte-hélicoptère légère de corvette de class Nampo a été conçue pour la remplacer.

## Galerie

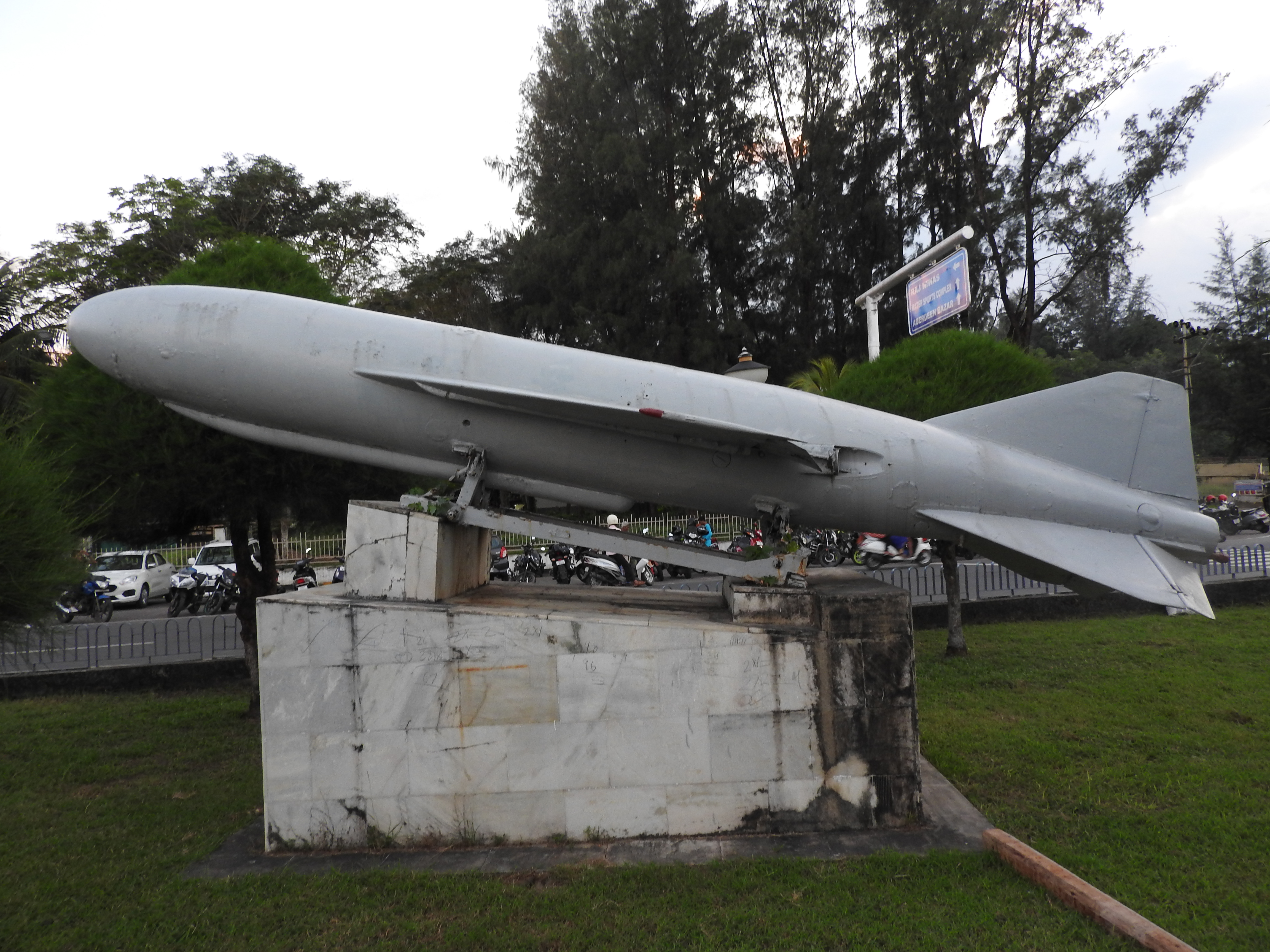
Missile P-15 Termit
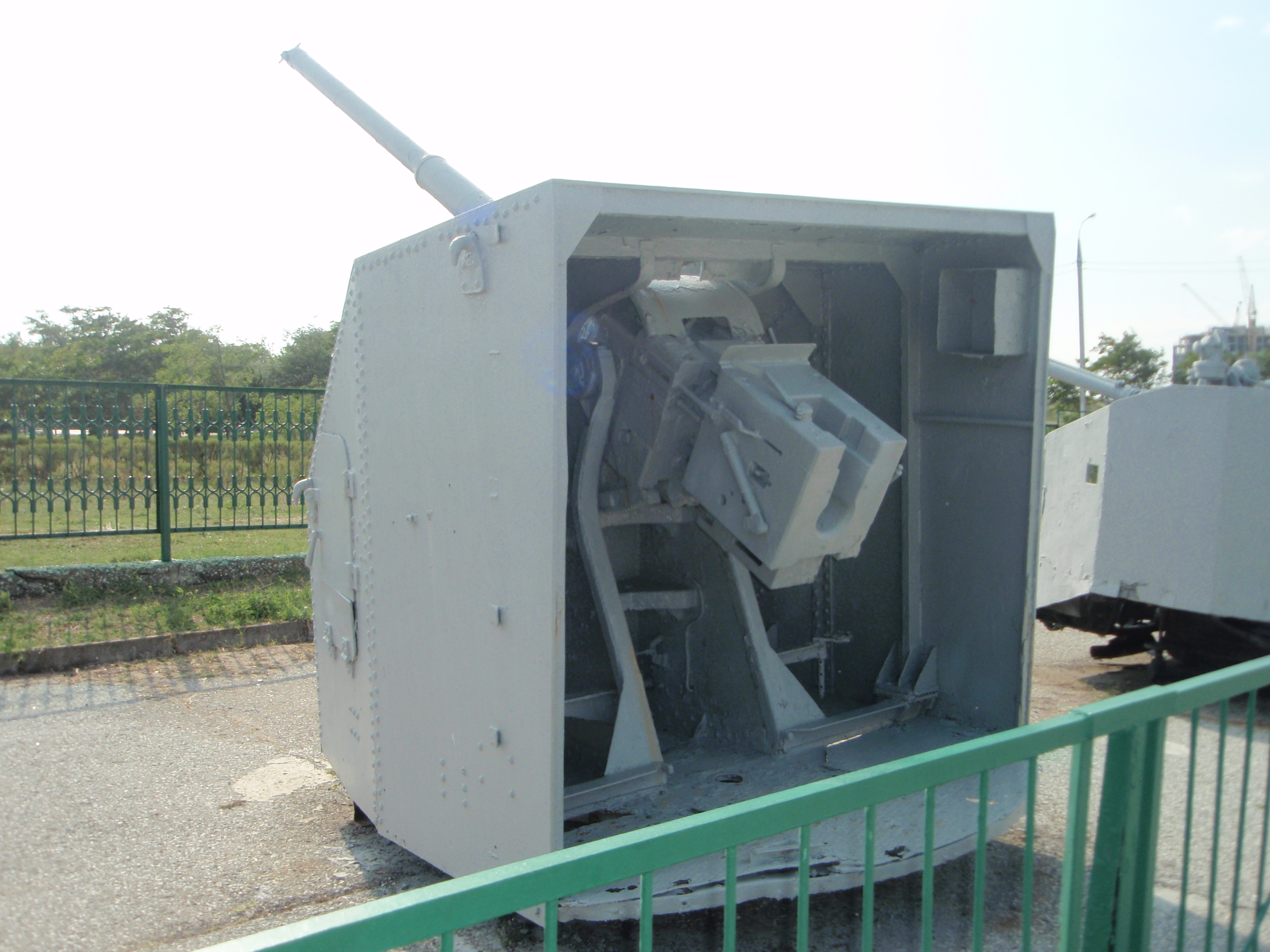
Canon russe B-34
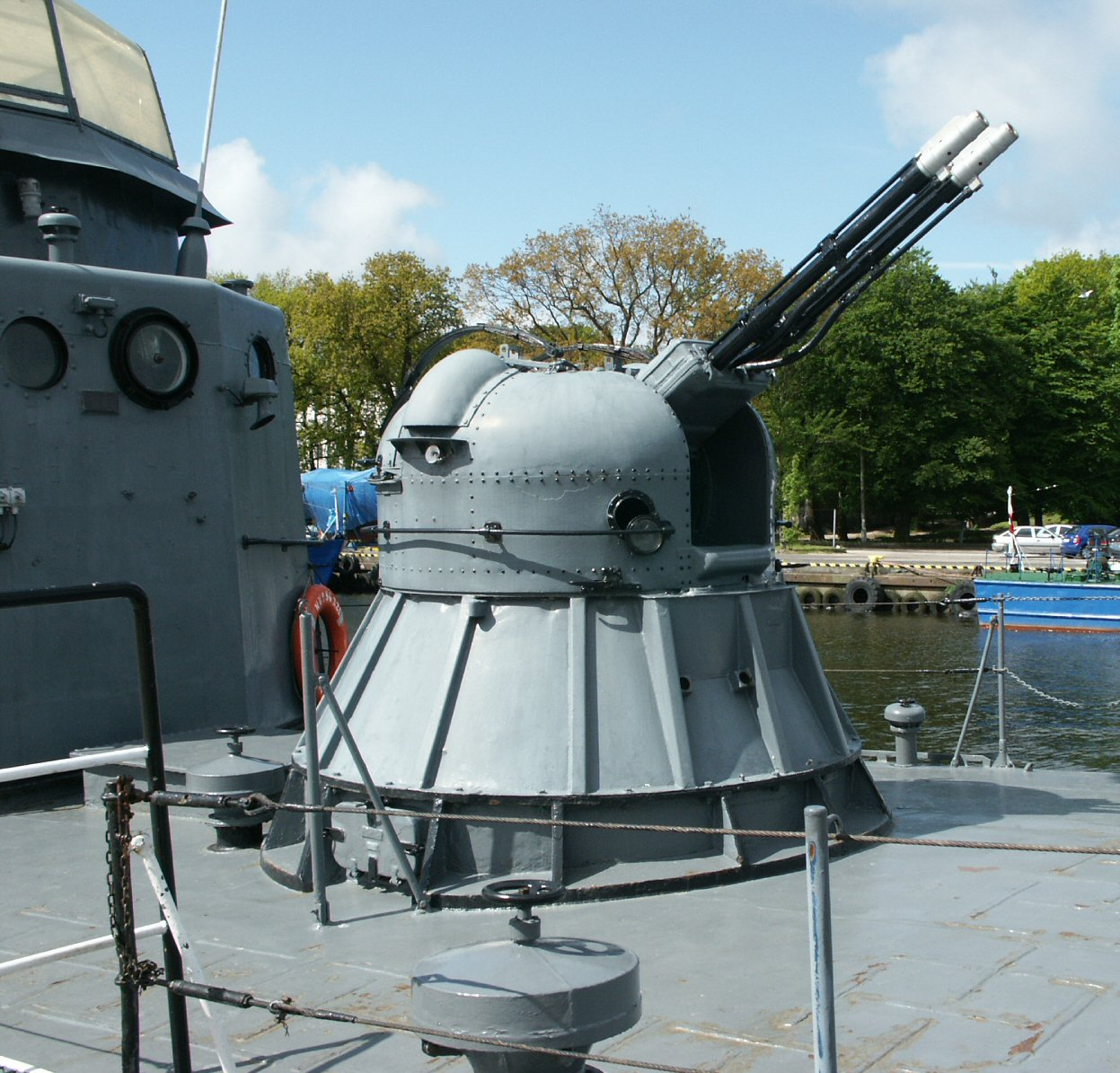
Canon twin AK-230